# Watterbacher Haus

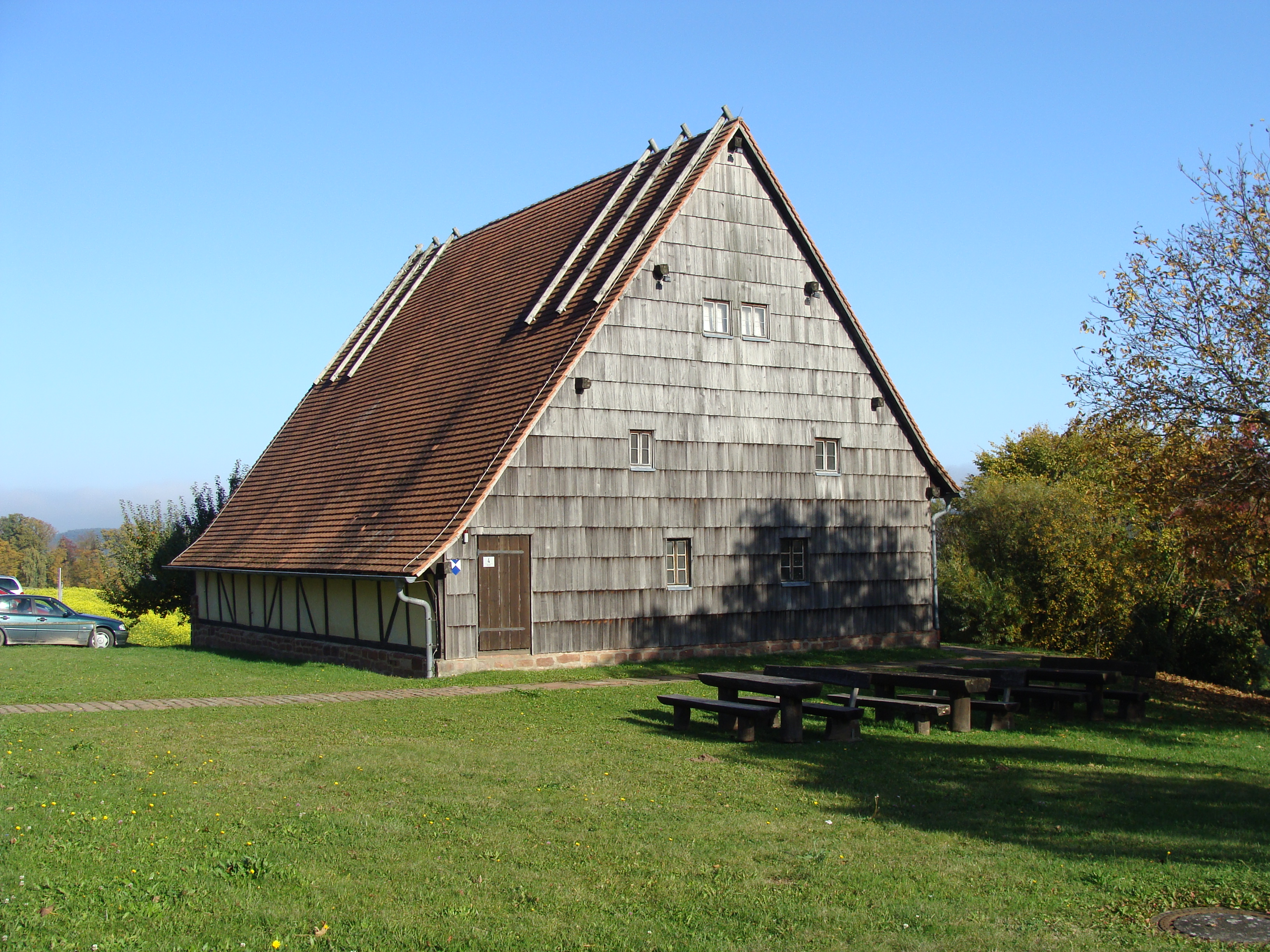
Watterbacher Haus

Das Watterbacher Haus ist ein historisches Bauernhaus und Waldmuseum in Preunschen, einem Ortsteil von Kirchzell, im unterfränkischen Landkreis Miltenberg in Bayern.

## Baugeschichte
Das Watterbacher Haus entspricht dem Typus des Wohnstallhauses, in dem Menschen und Vieh unter einem Dach lebten. Es gilt als das älteste erhaltene Bauernhaus des bayerischen Odenwaldes. Das Bauholz der Fachwerkkonstruktion ist dendrochronologisch auf 1475 datiert. Auch die altertümliche Firstständerbauweise verweist auf eine Bauzeit noch im Spätmittelalter. Im Jahr 1601 wurde das Haus unterkellert, wie eine Inschrift über dem Kellereingang belegt. 
Das Haus stand ursprünglich in Watterbach am Ortseingang in der Nähe des Gasthauses Lenk. Bei den Vorbereitungen zum Abbruch für einen Wohnhausneubau wurde 1958 die historische Firstständerbauweise entdeckt. Der Landkreis Miltenberg kaufte 1962 das Haus und ließ es in den Weiler Breitenbach überführen, wo es 1966 neben der Kirche wiedererrichtet wurde. Weil Breitenbach seit 1974 keine ständigen Einwohner mehr hatte, wurde das Watterbacher Haus 1981 erneut abgebaut und an seinen jetzigen Standort in Preunschen, am Zugang zur Burg Wildenberg, versetzt.

## Museale Nutzung
Der Markt Kirchzell richtete im Watterbacher Haus ein Waldmuseum ein, das am 1. August 1997 eröffnet wurde. Auf zwei Etagen verteilt werden auf 200 Quadratmetern folgende Themen präsentiert: die Geschichte des Gebäudes, die forstgeschichtliche Entwicklung seit dem Mittelalter, die Nutzung des Waldes von der Samengewinnung (etwa durch Zapfensteiger) bis zur Holzernte, waldbauliche Techniken, Werkzeuge und Geräte, die Korbmacherei sowie die Jagd. Der Bezirk Unterfranken, der Landkreis Miltenberg, der Markt Kirchzell und der Förderkreis Watterbacher Haus teilen sich  die Betriebskosten. Die wissenschaftliche Betreuung wurde dem Fränkischen Freilandmuseum Fladungen übertragen, während die Geschäftsleitung und organisatorische Verwaltung beim Markt Kirchzell liegen.